# Машарангуапи
Машарангуапи (порт. Maxaranguape)  —  муниципалитет в Бразилии, входит в штат Риу-Гранди-ду-Норти. Составная часть мезорегиона Восток штата Риу-Гранди-ду-Норти. Входит в экономико-статистический  микрорегион Литорал-Нордести. Население составляет 9506 человек на 2006 год. Занимает площадь 131,300 км². Плотность населения — 72,4 чел./км².

## Статистика
- Валовой внутренний продукт на 2003 год составляет 20 685 155,00 реалов (данные: Бразильский институт географии и статистики).
- Валовой внутренний продукт на душу населения на 2003 год составляет 2346,32 реалов (данные: Бразильский институт географии и статистики).
- Индекс развития человеческого потенциала на 2000 год составляет 0,609 (данные: Программа развития ООН).